# 羅斯科 (密蘇里州)
羅斯科（英語：Roscoe）是位於美國密蘇里州聖克萊爾縣的村。

## 人口
根據2020年美國人口普查的數據，羅斯科的面積為4.28平方千米，當中陸地面積為3.96平方千米，而水域面積為0.32平方千米。當地共有人口89人，而人口密度為每平方千米21人。